# Fangen paa Zora
Fangen paa Zora er en dansk stumfilm fra 1915 med manuskript af Peter Hansen.

## Handling
Landets tyranniske fyrste skal bortryddes. Der trækkes lod og gerningen lægges i Løjtnant Fedors hænder. Det skal ske ved en fest med en bombe som årsag. Fedor er ikke tryg ved situationen, men han elsker sin politisk fanatiske kæreste, som er den egentlige årsag til, at han er kommet i uføre.

## Medvirkende
- Hans Neergaard - Grev Orloff
- Zanny Petersen - Dagmar, grev Orloffs datter
- Anton de Verdier - Løjtnant Egan, Dagmars forlovede
- Gustav Helios - Løjtnant Fedor, nihilist
- Lily Gottschalksen - Anna, Fedors kæreste
- Einar Rosenbaum - Jødisk skomager
- Peter Kjær
- Oscar Nielsen